# Depresión posparto

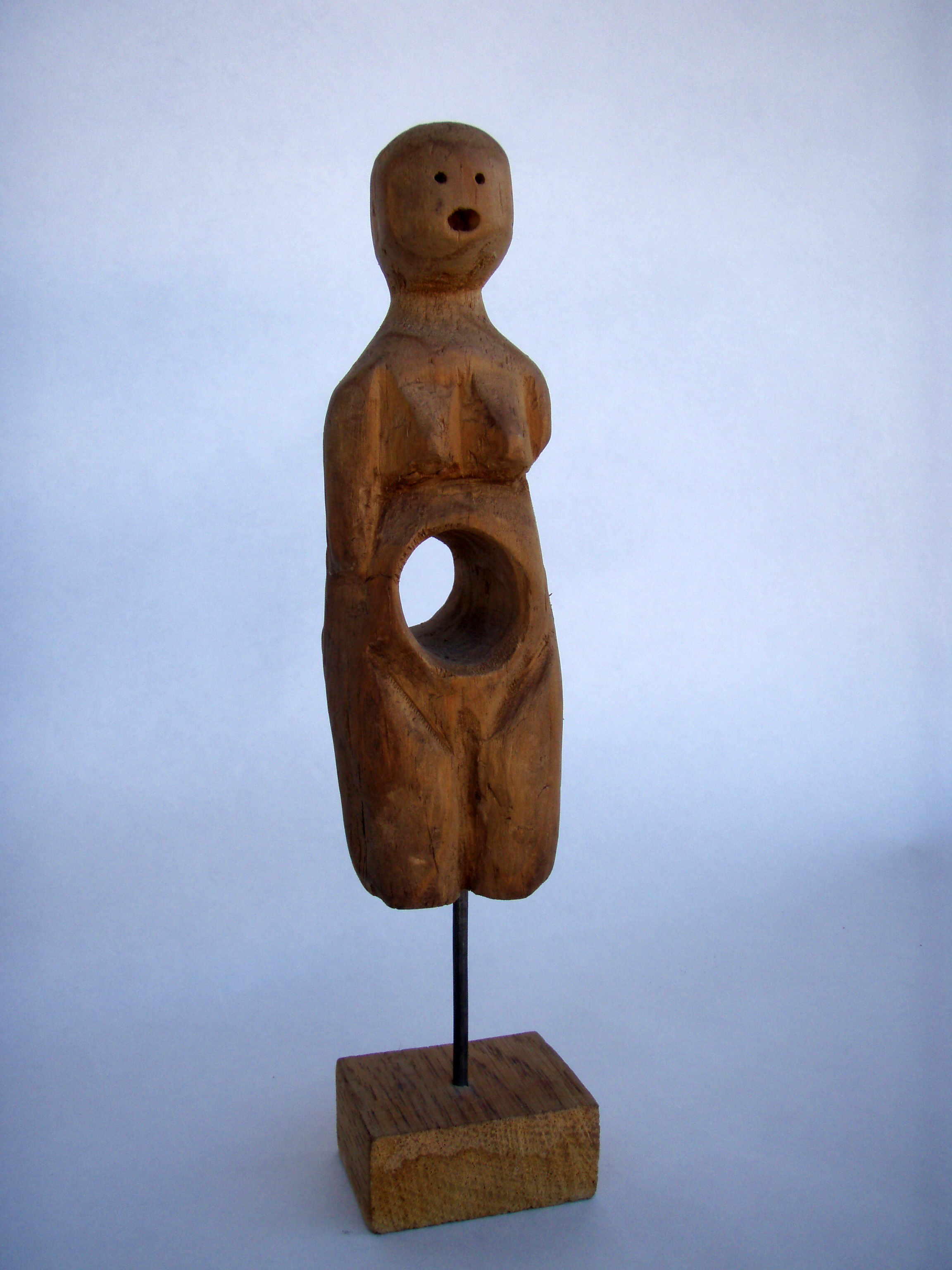
Depresión postparto de Venus, una representación de la pérdida y el vacío que se sienten tras el parto.

Para leer sobre otros tipos de depresión, ver Trastorno del estado de ánimo.
La depresión puerperal o depresión posparto (DPP), también conocida como depresión posnatal, es un trastorno del estado de ánimo asociado con el embarazo. Los síntomas pueden incluir tristeza extrema, poca energía, ansiedad, episodios de llanto, irritabilidad y cambios en los patrones de sueño o alimentación. Los síntomas generalmente comienzan entre una semana y un mes después del parto o un aborto espontáneo, pero pueden ocurrir en cualquier momento durante la preñez. Muchas mujeres comúnmente sienten la tristeza posparto (baby blues), un breve período de preocupación o infelicidad después del parto, sin embargo, se debe sospechar depresión posparto si los síntomas son graves y duran más de dos semanas. Se ha convertido en un problema de salud mental, por lo que atraviesan muchas mujeres después del desembarazo, que les provoca altos niveles de ansiedad y melancolía.
La causa exacta de la DPP no está clara, pero esta entendida ser causada por una combinación de factores físicos, emocionales, genéticos y sociales. Los factores de riesgo incluyen episodios previos de depresión posparto, trastorno bipolar, antecedentes familiares de depresión, estrés psicológico, complicaciones del parto, falta de apoyo o trastorno por consumo de sustancia.
La depresión puerperal afecta aproximadamente al 15 % de las mujeres después del parto. Para las personas en riesgo, proveer apoyo psicosocial, como asistencia comunitaria y compañía, puede ser protector para prevenir la DPP. Los tratamientos para la DPP pueden incluir terapia y medicamentos.

## Signos y síntomas
Los síntomas de DPP pueden ocurrir en cualquier momento durante el primer año después del parto. Por lo general, se considera un diagnóstico de depresión posparto una vez que los signos y síntomas persisten durante al menos dos semanas.

### Emocional
- Tristeza persistente, ansiedad o estado de ánimo "vacío"[11]
- Cambios de humor severos[12]
- Frustración, irritabilidad, inquietud, enojo[11][13]
- Sentimientos de desesperanza o impotencia[11][13]
- Culpa, vergüenza, inutilidad[11]
- Baja autoestima[11]
- Entumecimiento, vacío[11]
- Agotamiento[11]
- Incapacidad para ser consolado[11]
- Problemas para vincularse con el bebé[12]
- Sentirse inadecuado en el cuidado del bebé[13]
- Pensamientos de autolesión o suicidio[14]

### Comportamental
- Falta de interés o placer en las actividades habituales.[12]
- Libido baja[15]
- Cambios en el apetito[11]
- Fatiga, disminución de la energía.[12] y motivación[13]
- Cuidado personal deficiente.[12]
- Aislamiento social[11]
- Insomnio o sueño excesivo[11][12]
- Preocúpate por hacerte daño a ti mismo, al bebé o a tu pareja[13]

#### Inicio y duración de los síntomas
La depresión posparto generalmente comienza entre dos semanas y un mes después del parto. En un estudio realizado en una clínica de salud mental del centro de la ciudad, se observó que 50 % de los episodios depresivos posparto comenzaron antes del parto. Por lo tanto, en el Manual diagnóstico y estadístico de los trastornos mentales de la American Psychiatric Association, la  depresión posparto se diagnostica bajo "trastorno depresivo con inicio periparto", en el que el "inicio periparto" se define como cualquier momento durante el embarazo o dentro de las cuatro semanas posteriores al parto. La DPP puede durar varios meses o incluso un año.  La depresión posparto también puede ocurrir en feminas que hayan sufrido un aborto espontáneo.

## Causas
Aunque no se comprenden las causas de la DPP, se han sugerido varios factores para aumentar el riesgo. Estos factores de riesgo se pueden dividir en dos categorías, biológicos y psicosociales. Sin embargo, estos factores no aumentan el riesgo de depresión posparto, solo se correlacionan con la DPP. Esta correlación no significa que estos factores sean causales.

### Factores de riesgo biológicos
Ciertos factores de riesgo biológicos incluyen la administración de oxitocina para inducir el parto, enfermedades crónicas como la diabetes o la enfermedad de Addison, así como la desregulación hipotalámica-pituitaria-suprarrenal (que controla las respuestas hormonales), procesos inflamatorios  como el asma o la enfermedad celíaca, y la disposición genética, como antecedentes familiares de depresión o DPP. Algunos estudios han encontrado un vínculo entre la PPD y los bajos niveles de DHA (un ácido graso omega-3) en la madre.

### Factores de riesgo psicosociales
Se necesita más investigación con respecto al vínculo entre los factores de riesgo psicosociales y la depresión puerperal. Algunos factores de riesgo psicosocial pueden estar relacionados con los determinantes sociales de la salud. Las mujeres con menos recursos presentan un nivel más alto de depresión posparto y estrés que aquellas con más recursos, como los financieros.
| Factores de riesgo psicosociales para la DPP |
| --- |
| - Depresión o ansiedad prenatal - Antecedentes personales o familiares de depresión - Síntomas premenstruales de moderados a graves - Episodios estresantes de la vida experimentados durante el embarazo - La tristeza posparto - Trauma psicológico relacionado con el nacimiento - Trauma físico relacionado con el nacimiento - Abuso sexual - Trauma infantil - Mortinatalidad o aborto espontáneo previo - Alimentación con fórmula en lugar de lactancia materna - Baja autoestima - Cuidado de niños o estrés vital - Bajo apoyo social - Mala relación marital o estado civil único - Bajo nivel socioeconómico - Falta de un fuerte apoyo emocional de su cónyuge, pareja, familia o amigos - Problemas de temperamento infantil/cólicos - Embarazo no planificado/no deseado - Dificultades para amamantar - Edad materna, inseguridad alimentaria familiar y violencia contra las mujeres |

### Otros factores de riesgo
Las mujeres de ingresos bajos con frecuencia están atrapadas en un ciclo de pobreza, incapaces de avanzar, lo que afecta su capacidad de acceder y recibir atención médica de calidad para diagnosticar y tratar la depresión posparto. Las mujeres con menos recursos pueden ser más propensas a tener un embarazo no planeado o no deseado, lo que aumenta el riesgo de DPP.
La emigración a lugares culturalmente alejados del propio puede ser un factor de DPP al favorecer el aislamiento y la percepción de falta de apoyo por parte de la fémina. Las culturas tradicionales de todo el mundo priorizan el apoyo organizado durante la atención puerperal para garantizar la salud mental y física, el bienestar y la recuperación de la madre.
La orientación sexual también se ha estudiado como un factor de riesgo para la DPP. En un estudio de 2007 se encontró que la depresión posparto es más común entre las mujeres homosexuales que entre las féminas heterosexuales, lo que puede atribuirse a la mayor prevalencia de depresión de las lesbianas. Estas tasas más altas de DPP en madres lesbianas / bisexuales pueden reflejar menos apoyo social, particularmente de sus familias de origen y estrés adicional debido a la discriminación homofóbica en la sociedad.

## Diagnóstico
La depresión posparto en el Manual Diagnóstico y Estadístico de Trastornos Mentales 5.º ed. (DSM-V) se conoce como "trastorno depresivo con inicio periparto". El inicio periparto se define como el inicio en cualquier momento durante el embarazo o dentro de las cuatro semanas después del desembarazo.

### Criterios
Los criterios requeridos para el diagnóstico de depresión puerperal son los mismos que los requeridos para hacer un diagnóstico de depresión mayor no relacionada con el parto. Los criterios incluyen al menos cinco de los siguientes nueve síntomas, dentro de un período de dos semanas:
- Sentimientos de tristeza, vacío o desesperanza, casi todos los días, durante la mayor parte del día o la observación de un estado de ánimo deprimido hecho por otros
- Pérdida de interés o placer en las actividades
- Pérdida de peso o disminución del apetito
- Cambios en los patrones de sueño
- Sentimientos de inquietud
- Pérdida de energía
- Sentimientos de inutilidad o culpa
- Pérdida de concentración o aumento de la indecisión
- Pensamientos recurrentes de muerte, con o sin planes de suicidio

### Diagnóstico diferencial
La tristeza posparto, comúnmente conocida como "baby blues", es un trastorno transitorio del estado de ánimo posparto caracterizado por síntomas depresivos más leves que la depresión posparto. Este tipo de depresión puede ocurrir en hasta el 80 % de todas las madres después del parto. Los síntomas generalmente se resuelven en dos semanas. Los síntomas que duran más de dos semanas son un signo de un tipo más grave de depresión.
La psicosis posparto es una forma más grave de trastorno del estado de ánimo puerperal, ocurre en aproximadamente 1 a 2 de cada 1.000 mujeres después del parto. La  psicosis posparto a menudo requiere hospitalización, donde el tratamiento son  medicamentos antipsicóticos, estabilizadores del estado de ánimo y, en casos de alto riesgo de suicidio, terapia electroconvulsiva.  
Trastorno de estrés postraumático relacionado con el nacimiento/posparto
Aunque el trastorno de estrés postraumático relacionado con el nacimiento no se reconoce en el DSM-V, se están llevando a cabo extensas investigaciones para crear conciencia sobre los síntomas del trastorno de estrés postraumático que uno podría experimentar después del parto. Un elemento crucial en el diagnóstico del trastorno de estrés postraumático posparto después del parto es cuando hay un trauma real o percibido antes, durante o después del parto, que no siempre es necesario cuando se trata de diagnosticar a alguien con depresión posparto. Este episodio traumático real o percibido que podría ocurrir antes, durante o después del trabajo de parto y el parto podría ser hacia el bebé, la madre o ambos. Se necesita más investigación y desarrollo para crear evaluaciones y herramientas de detección más precisas que puedan diferenciar entre los trastornos de estrés postraumático, el trastorno de estrés postraumático relacionado con el parto y el puerperio y la depresión puerperal, de modo que las intervenciones y opciones de tratamiento más adecuadas puedan implementarse lo más rápido posible.

## Medidas de detección
La detección de la depresión posparto es fundamental, ya que hasta el 50% de los casos no se diagnostican en los Estados Unidos, lo que enfatiza la importancia de las medidas integrales de detección. En los Estados Unidos, el Colegio Americano de Obstetras y Ginecólogos sugiere que los proveedores de atención médica consideren la detección de la depresión para las mujeres perinatales. Además, la Academia Americana de Pediatría recomienda que los pediatras evalúen a las madres para detectar DPP en las visitas de 1 mes, 2 meses y 4 meses.  Sin embargo, muchos proveedores no proporcionan sistemáticamente exámenes de detección y un seguimiento adecuado.
La Escala de Depresión Postnatal de Edinburgh, un cuestionario normalizado autoinformado, se puede usar para identificar a las mujeres que tienen depresión posparto. Si la nueva madre obtiene 13 puntos o más, es probable que tenga DPP y se debe realizar una evaluación adicional. Los proveedores de atención médica también pueden tomar una muestra de sangre para analizar si otro trastorno está contribuyendo a la depresión durante la detección.
Dependiendo de los antecedentes culturales de cada uno, los síntomas de la depresión posparto pueden manifestarse de manera diferente, y los no occidentales que se someten a pruebas de detección en los países occidentales pueden ser diagnosticados erróneamente porque sus herramientas de detección no tienen en cuenta la diversidad cultural.

## Prevención
La intervención psicosocial o psicológica después del parto ayuda a reducir el riesgo de depresión posparto. Estas intervenciones incluyen visitas domiciliarias, apoyo telefónico y psicoterapia interpersonal.  El apoyo es un aspecto importante de la prevención, ya que las madres deprimidas comúnmente afirman que sus sentimientos de depresión fueron provocados por la «falta de apoyo» y «sentirse aisladas».
En las parejas, la cercanía emocional y el apoyo general por parte de la pareja protegen tanto contra la depresión perinatal como contra la ansiedad. Otros factores, como la comunicación entre la pareja y la satisfacción de la relación, tienen un efecto protector contra la ansiedad solamente.
El tratamiento preventivo con antidepresivos puede ser considerado para aquellos que han tenido DPP previamente. Sin embargo, la evidencia que apoya dicho uso es débil.

## Tratamiento
El tratamiento para la DPP leve a moderada incluye intervenciones psicológicas o antidepresivos. Las mujeres con DPP moderada a grave probablemente experimentarían un mayor beneficio con una combinación de intervenciones psicológicas y médicas.

### Terapias
Tanto las intervenciones sociales como psicológicas individuales parecen ser igualmente eficaces en el tratamiento de la DPP. Las intervenciones sociales incluyen asesoramiento individual y apoyo entre pares, mientras que las intervenciones psicológicas incluyen  la terapia cognitivo-conductual (TCC) y  la terapia interpersonal (TPI). La terapia interpersonal (TPI) ha demostrado ser eficaz para centrarse específicamente en el vínculo materno e infantil.  Se ha demostrado que los grupos de apoyo y las opciones de terapia grupal centrados en la psicoeducación en torno a la depresión posparto mejoran la comprensión de los síntomas posparto y, a menudo, ayudan a encontrar más opciones de tratamiento.
Otras formas de terapia, como la terapia de grupo, las visitas domiciliarias, el asesoramiento y asegurar más sueño para la madre también pueden tener un beneficio. Los resultados de una revisión sistemática reciente y un metanálisis encontraron que los proveedores no especializados,  incluidos consejeros legos, enfermeras, parteras y maestros sin capacitación formal en intervenciones de asesoramiento, frecuentemente brindan servicios efectivos relacionados con la depresión y la ansiedad perinatales.
La terapia cognitivo-conductual por Internet ha mostrado resultados prometedores con puntuaciones negativas más bajas de comportamiento parental y tasas más bajas de ansiedad, estrés y depresión. Este tipo de terapia puede ser beneficiosa para las madres que tienen limitaciones para acceder a la TCC en persona.

### Medicamento
Alguna evidencia sugiere que las madres con DPP responderán de manera similar a las personas con trastorno depresivo mayor. Hay evidencia de certeza baja que indica que los inhibidores selectivos de la recaptación de serotonina son un tratamiento efectivo para la DPP. El medicamento antidepresivo de primera línea de elección es  la sertralina, ya que muy poco pasa por la leche maternal al niño.
Algunos estudios muestran que la terapia hormonal puede ser efectiva en mujeres con DPP, apoyada por la idea de que la caída en los niveles de estrógeno y progesterona después del parto contribuye a los síntomas depresivos. Sin embargo, existe cierta controversia con esta forma de tratamiento porque el estrógeno no se debe administrar a personas que tienen un riesgo más alto de coágulos sanguíneos, que incluyen mujeres hasta 12 semanas después del parto. Además, ninguno de los estudios existentes incluyó mujeres que estaban amamantando. Sin embargo, hay algunas pruebas de que el uso de parches de estradiol podría ayudar con los síntomas de la DPP.
En 2019, la Agencia Reguladora de Alimentos y Medicamentos aprobó la brexanolona, un análogo sintético del neuroesteroide alopregnanolona, para su uso en la depresión posparto. Los niveles de alopregnanolona disminuyen después del parto, lo que puede llevar a las mujeres a deprimirse y sentirse ansiosas. Otros nuevos análogos de alopregnanolona que se están evaluando para su uso en el tratamiento de la DPP son la zuranolona y  la ganaxolona, pero solo están disponibles para aquellos en centros de atención médica certificados con un proveedor de atención médica que puede monitorear continuamente al paciente.

### Terapia electroconvulsiva
La terapia electroconvulsiva ha demostrado eficacia en mujeres con DPP grave que han fracasado en múltiples ensayos de tratamiento basado en medicamentos o que no pueden tolerar los antidepresivos disponibles. La evidencia tentativa apoya el uso de la estimulación magnética transcraneal repetitiva.

### Otros medicamentos y suplementos
No está claro si la acupuntura, el masaje, las luces brillantes o tomar ácidos grasos omega-3 son útiles como terapia para la DPP.

## Recursos para la depresión posparto
Postpartum Support International(PSI) es el recurso internacional más reconocido para las personas con DPP, así como para los proveedores de atención médica. Reúne a aquellos que experimentan DPP, voluntarios y profesionales para compartir información, referencias y redes de apoyo. Los servicios ofrecidos por PSI incluyen el sitio web (con apoyo, educación e información de recursos locales), coordinadores de apoyo y recursos locales, grupos de apoyo semanales en video en línea en inglés y español, conferencia telefónica semanal gratuita con chats con expertos, videos educativos, grupos cerrados de Facebook para apoyo y capacitación profesional de trabajadores de la salud.

### Programas financiados por el gobierno
El centro de Consulta de Salud Mental para Bebés y la Primera Infancia es un programa de asistencia técnica relacionado que utiliza servicios de tratamientos basados en la evidencia para abordar los problemas de DPP. También facilitan programas de crianza y visitas domiciliarias, intervenciones en el centro de atención temprana con padres e hijos y una variedad de otros servicios basados en consultas. Las iniciativas del programa buscan educar a los visitadores domiciliarios sobre los protocolos de detección de DPP, así como sobre las formas de referir a las madres deprimidas a ayuda profesional.

#### Enlaces a otros programas financiados por el gobierno
- https://www.nichd.nih.gov/

- https://www.samhsa.gov/`

#### Líneas directas y entrevistas telefónicas
Las líneas directas, las líneas de chat y las entrevistas telefónicas ofrecen apoyo inmediato y de emergencia para aquellos que experimentan DPP. El apoyo telefónico entre pares puede ser eficaz en la prevención y el tratamiento de la depresión posparto entre las mujeres de alto riesgo. Entre los ejemplos establecidos de líneas telefónicas directas, disponibles en inglés y español, cabe citar:
Sin embargo, las líneas directas pueden carecer de competencia cultural,  que es crucial en la atención médica de calidad, específicamente para las personas de color. Llamar a la policía o al 911, específicamente para crisis de salud mental, es peligroso para muchas personas de color. Las líneas directas de emergencia cultural y estructuralmente competentes son una gran necesidad en la atención de la DPP.
- Línea Nacional de Salud Mental Materna: 833-9-HELP4MOMS (43-5746)
- Apoyo Internacional para el Posparto: 800-944-4PPD (4773)
- Línea directa nacional de SAMHSA: 1-800-662-HELP (4357)

#### Actividades de autocuidado y bienestar
En un programa de prevención de PPD en línea, participantes demostraron interés en el autocuidado y el bienestar. Las actividades de autocuidado, específicamente  la musicoterapia, son accesibles para la mayoría de las comunidades y valoradas entre las mujeres como una forma de conectarse con sus hijos y controlar los síntomas de la depresión. Las actividades de bienestar asociadas con estar al aire libre, como caminar y correr, se observaron entre las mujeres como una forma de ayudar a controlar el estado de ánimo.

## Depresión puerperal en varones
En los varones, la depresión puerperal se define típicamente como «un episodio de trastorno depresivo mayor que ocurre poco después del nacimiento del niño» que afecta del 8 al 10 % de los padres. Los síntomas de esta depresión en varones pueden incluir tristeza extrema, fatiga, ansiedad, irritabilidad y pensamientos suicidas, sin embargo, no hay criterios establecidos para su diagnóstico. Varios estudios muestran que los hombres experimentan los niveles más altos de depresión posparto entre los 3 y 6 meses después del parto y la causa puede ser distinta en los hombres. La depresión posparto  en los hombres se correlacionó notablemente con la depresión materna, lo que significa que si la madre está experimentando depresión posparto, entonces el padre también tiene un mayor riesgo de desarrollar la enfermedad. La  depresión posparto en los hombres conduce a un aumento del riesgo de suicidio, al tiempo que limita el apego saludable entre el bebé y el padre. Los hombres que experimentan la DPP pueden exhibir malos comportamientos de crianza, angustia y reducir la interacción infantil. La reducción de la interacción paterna puede conducir más adelante a problemas cognitivos y conductuales en los niños.  Los niños de tan solo 3,5 años de edad experimentan problemas con los comportamientos de internalización y externalización, lo que indica que la depresión posparto paterna puede tener consecuencias a largo plazo.

## Nota
1. ↑  Es impropio el uso del sustantivo «posparto» en aposición con función atributiva, hoy muy frecuente por influencia del inglés; se recomienda utilizar el adjetivo «puerperal» o recurrir a una locución prepositiva (por ejemplo, «del posparto»).[1]